# Apogon maculatus
Espèce
Apogon maculatus, l'apogon maculé, est un poisson de la famille des Apogonidae.